# Ubuntu Softwarecentrum
Ubuntu Softwarecentrum (Engels: Ubuntu Software Center - ook Ubuntu Software Centre, voorheen Ubuntu Software Store) was een computerprogramma voor het besturingssysteem Ubuntu waarmee software geïnstalleerd kan worden. Ubuntu Softwarecentrum werd geïntroduceerd in Ubuntu 9.10 en heeft de bestaande programma's, waaronder Synaptic, vervangen die voor het beheren en installeren van software gebruikt werden.

## Geschiedenis
De eerste versie (0.1) werd uitgebracht op 21 augustus 2009 onder de naam Ubuntu Software. Op 25 september 2009 werd versie 0.4.0 uitgebracht onder de huidige naam Ubuntu Softwarecentrum.
Op 23 oktober 2009 kwam versie 1.0.2 uit en maakte deel uit van Ubuntu 9.10. Op 29 april 2010 werd versie 2.0 uitgebracht en werd deze meegeleverd met Ubuntu 10.04 LTS.